# Saltriovenator
Saltriovenator (il cui nome significa "cacciatore di Saltrio") è un genere estinto di dinosauro teropode ceratosauro vissuto nel Giurassico inferiore circa 200 milioni di anni fa (Sinemuriano) e ritrovato a Saltrio, in Italia. Il genere contiene una singola specie, ossia S. zanellai, per lungo tempo conosciuta come "saltriosauro", un nome temporaneo, proposto da Cristiano Dal Sasso, nel 2000, in seguito alla scoperta, nel 1996, da parte di Angelo Zanella in un giacimento fossilifero nei pressi di Saltrio (VA), da cui prende nome. Sebbene non sia stato ancora scoperto uno scheletro completo, si ritiene che Saltriovenator fosse un grande carnivoro bipede simile a Ceratosaurus.

## Descrizione

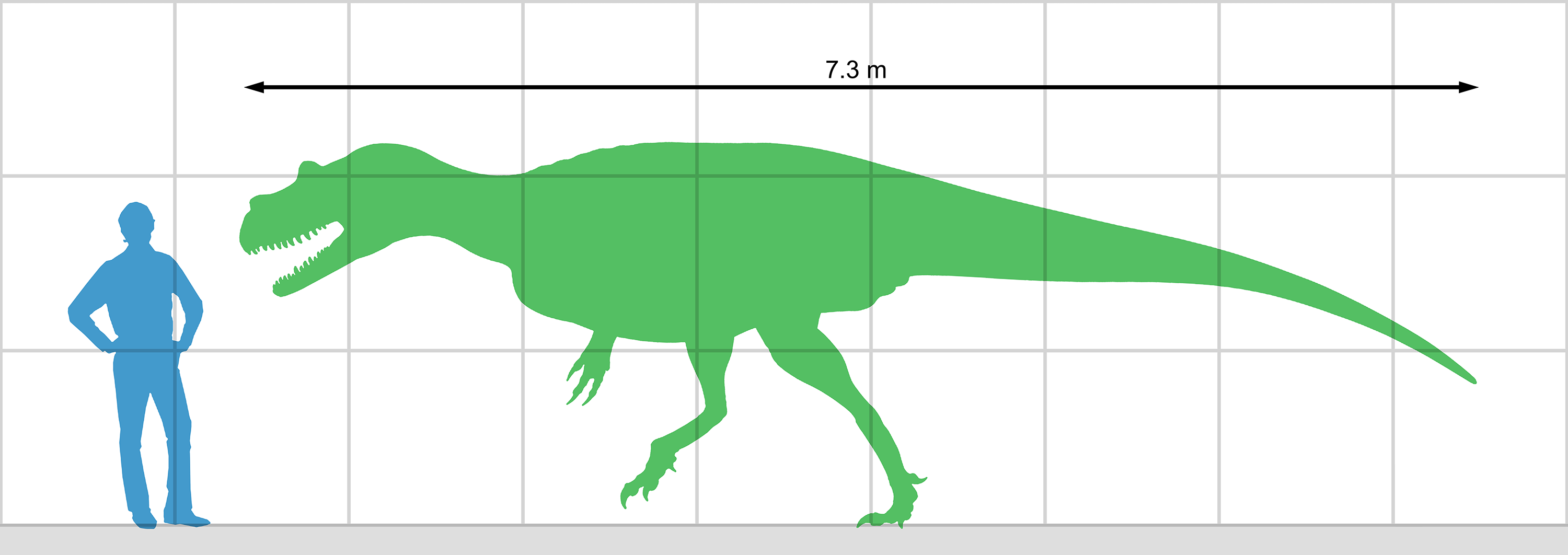
Dimensioni di Saltriovenator a confronto con un uomo

A causa della natura frammentaria dell'unico esemplare a noi noto di Saltriovenator, è impossibile stimare con sicurezza le dimensioni dell'animale. Gli autori descrittivi hanno quindi confrontato i fossili dell'animale con quelli di due teropodi di un volume approssimativamente simile. Confrontando l'esemplare con gli elementi scheletrici di MOR 693, un esemplare di Allosaurus fragilis, essi conclusero prudenzialmente che l'individuo olotipo di Saltriovenator era lungo almeno 7-8 metri (22,9-26,2 piedi). Ciò renderebbe Saltriovenator il più grande teropode conosciuto del suo tempo, risultando essere il 25% più lungo di Ceratosaurus dal tardo Giurassico. A confronto con Ceratosaurus stesso, le stime hanno prodotto una lunghezza di 7,30 metri (23,9 piedi), un'altezza dell'anca di 2,20 metri (7,2 piedi) e una lunghezza del cranio di 80 centimetri (31,4 pollici). La lunghezza del femore sarebbe quindi stimata a circa 80-87 centimetri, il che indica un peso corporeo di 1,16-1,524 tonnellate. Un altro metodo consisteva nell'estrapolare le dimensioni dell'animale dalla zampa anteriore nota. Applicando il solito rapporto degli arti, si indicava una lunghezza degli arti anteriori di 1,98 metri. Il femore sarebbe quindi stato lungo 822 e 887 millimetri, indicando un peso di 1,269-1,622 tonnellate.

## Classificazione
La classificazione tassonomica di Saltriovenator in passato era alquanto incerta, e l'unico punto certo era il fatto che si trattasse di un teropode. Originariamente, Dal Sasso classificò il  "saltriosauro" come un tetanuro generico. In seguito ritenne più probabile la sua classificazione in Allosauroidea, anche se in entrambi i casi precederebbe gli altri membri dei cladi di circa 20-30 milioni di anni. Benson lo ritenne membro di Coelophysoidea, nella sua descrizione di Magnosaurus. La presenza di una furcula può suggerire che Saltriovenator sia un membro di Tetanurae, sebbene le furcule siano conosciute anche nei coelophysoidi.
Il documento della descrizione ufficiale dell'animale, nel 2018, ha condotto una grande analisi filogenetica e ha indicato Saltriovenator come un ceratosauro basale, sister-taxon di Berberosaurus. Caratteristiche a sostegno della classificazione del dinosauro di Saltrio come un ceratosauro basale sono le proporzioni della scapola, la forma della diafisi e dei condili dell'omero, la proporzione del secondo metacarpale, e la morfologia della faccetta articolare distale del secondo metacarpale. In particolare, Saltriovenator presenta un secondo metacarpale che combina caratteristiche dei ceratosauri e dei tetanuri, assieme ad un terzo dito della mano completo e perfettamente funzionante. Pertanto, Saltriovenator rappresenta il primo ceratosauro a noi noto che non presenta alcuna atrofia o semplificazione delle ossa della mano.

## Storia della scoperta

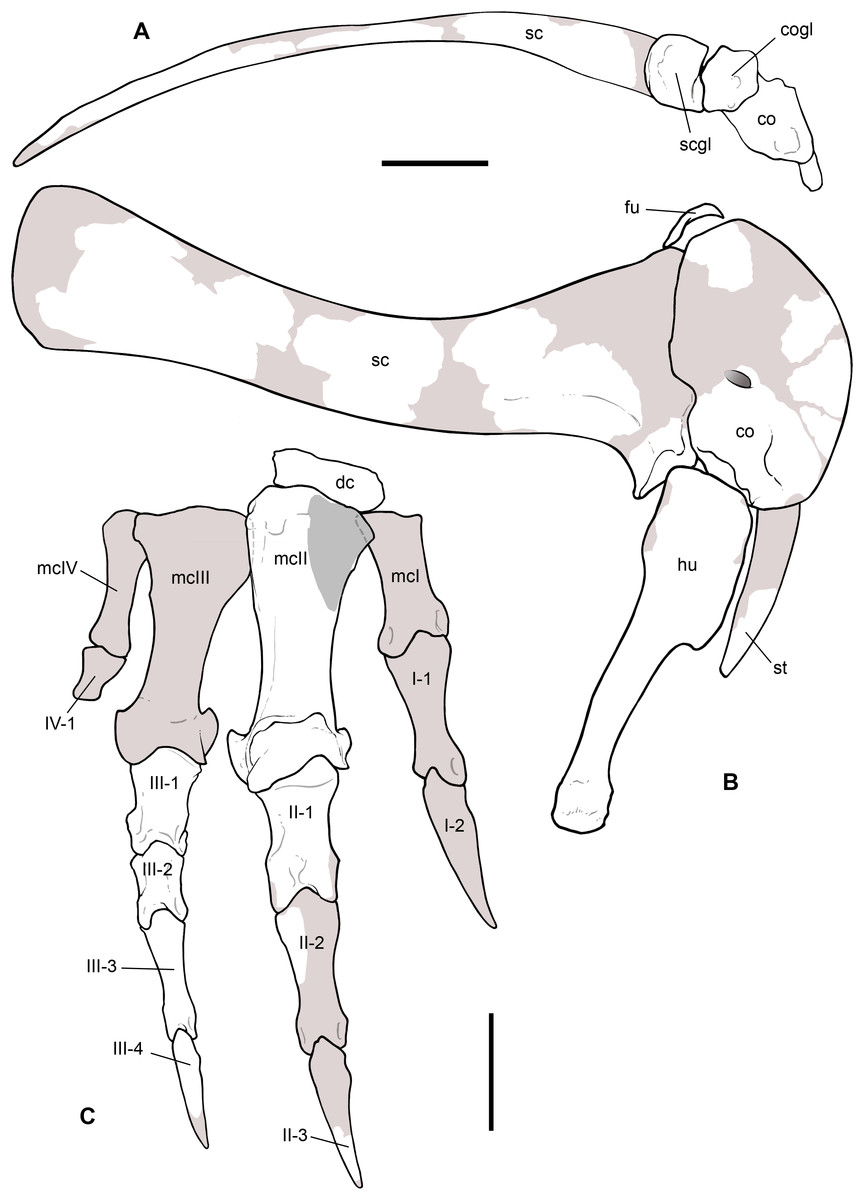
Ricostruzione del cinto scapolare e dell'arto di Saltriovenator

Il 4 agosto 1996, un cercatore amatoriale di fossili e collaboratore del Museo di Storia Naturale di Milano, Angelo Zanella, alla ricerca di ammoniti nella Cava Salnova di Saltrio, nel nord Italia, notò alcune tracce di ossa fossili in alcuni blocchi di roccia. Zanella segnalò la scoperta al Museo di Milano che inizialmente non diede però credito alla segnalazione. Secondo il museo infatti, la quantità di materiale da ispezionare presente nella cava sarebbe stata eccessiva, e il lavoro troppo oneroso per essere condotto sulla base di una segnalazione amatoriale. Convinto della propria osservazione, Zanella tornò sul sito e prelevó una porzione di roccia per ispezionarla nel proprio studio. Questi nuovi rilevamenti mostrarono senza ombra di dubbio la presenza di un frammento di omero all'interno della pietra. Forte della nuova prova, Zanella ricontattò il museo che istituì una squadra per indagare sulla scoperta. Cristiano Dal Sasso e i volontari del Gruppo Paleontologico di Besano, sotto la direzione di Giorgio Teruzzi riuscirono a salvare un certo numero di blocchi di gesso visibilmente contenenti ossa. I blocchi furono trasportati al museo dove furono soggetti ad un bagno di 1800 ore nell'acido formico per liberare le ossa dalle rocce. Inizialmente, furono identificati 119 frammenti ossei in totale; successivamente il numero di frammenti fu portato a 132. Tuttavia, la maggior parte di questi frammenti ossei non poté essere identificata con precisione.
Nel 2000, il museo aprì una mostra speciale per questo nuovo esemplare. In questa occasione Dal Sasso ha dato provvisoriamente al dinosauro, ora ritenuto una specie nuova alla scienza, il nome informale di "saltriosauro". Sebbene questo nome sia stato occasionalmente latinizzato in Saltriosaurus, anche nella letteratura scientifica, sia in forma italiana che latina, è rimasto un nomen nudum.
Nel dicembre 2018, Dal Sasso, Simone Maganuco e Andrea Cau hanno nominato e descritto la specie tipo Saltriovenator zanellai. Il nome generico combina un riferimento a Saltrio con la parola latina, venator ossia "cacciatore", un suffisso comune nei nomi dei teropodi. Gli autori hanno anche sottolineato che un venator è anche un tipo di gladiatore romano. Il nome specifico, zanellai onora invece Angelo Zanella. Poiché l'articolo è stato pubblicato in una pubblicazione elettronica, degli LSID erano necessari per rendere valido il nome. Questi sono 8C9F3B56-F622-4C39-8E8B-C2E890811E74 per il genere e BDD366A7-6A9D-4A32-9841-F7273D8CA00B per la specie. Saltriovenator rappresenta il terzo dinosauro nominato in Italia, il primo dalle Alpi, e il secondo teropode italiano, dopo il compsognatide Scipionyx.

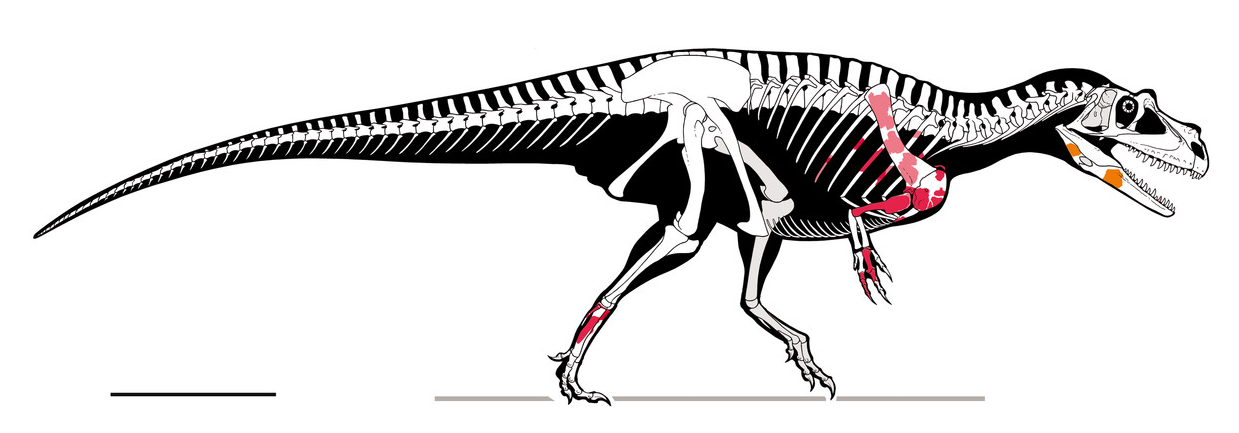
Diagramma dello scheletro di Saltriovenator

L'olotipo, MSNM V3664 , proviene dai livelli inferiori della Formazione di Saltrio risalenti al Sinemuriano, 199 milioni di anni fa, nel Giurassico inferiore. L'olotipo consiste in uno scheletro frammentario con una mascella inferiore. Circa il 10% dello scheletro è stato scoperto, compreso un dente, uno spleniale destro, un prearticolare destro, una costola cervicale, frammenti delle costole dorsali e delle scapole, il coracoide, una furcula ben conservata ma incompleta, due omeri, il metacarpo II, le falangi II-1, III-1, III-2, l'unguale III della mano, tarsali distali III e IV, parte prossimale del metatarsale II e III e parte del IV e V.

### Tafonomia
L'individuo olotipico probabilmente morì sulle rive di un'antica spiaggia prima di essere trasportato in mare. Dopo la morte dell'animale, i suoi resti scheletrici sono stati spostati più volte durante la fossilizzazione, e in questo frangente molti fossili sono andati perduti. Anche se Saltriovenator non era un dinosauro acquatico, l'ambiente in cui si è depositata la sua carcassa era probabilmente pelagico, a giudicare dai fossili di ammoniti associati. La località dove è stato ritrovato il fossile è anche ricca di crinoidi, gasteropodi, bivalvi, brachiopodi e briozoi. La deposizione dei fossili si è verificata su un pendio tra una piattaforma carbonatica poco profonda e un bacino più profondo. Diversi graffi, solchi e striature indicano che la carcassa è stata anche oggetto di necrofagia da parte di invertebrati marini. L'esemplare rappresenta un individuo subadulto, prossimo alle sue dimensioni massime, di cui l'età è stata stimata a 24 anni.

## Paleoecologia

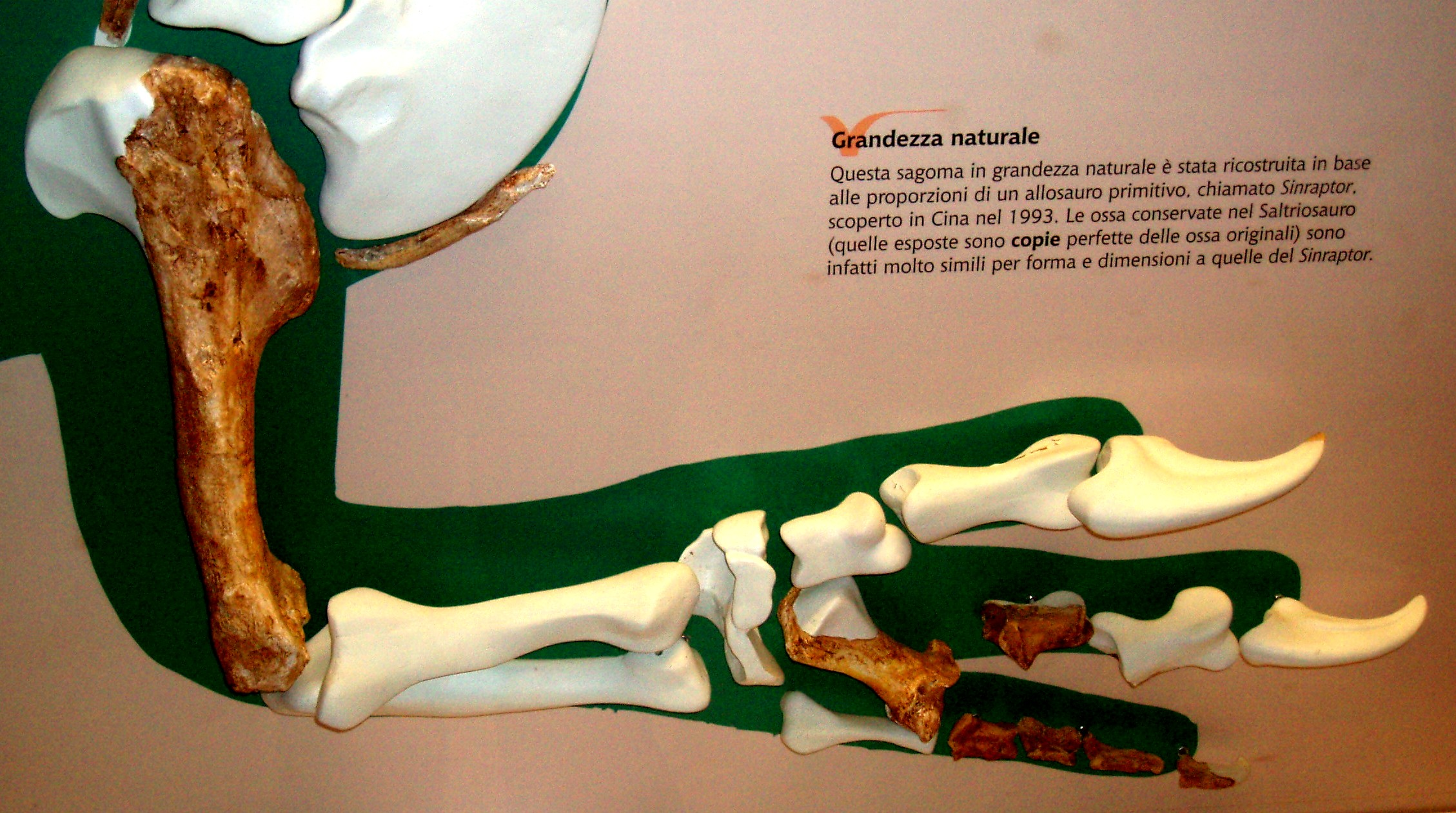
Ricostruzione delle ossa dell'arto anteriore di Saltriovenator

Le ammoniti della Formazione Saltrio, in cui è stato ritrovato Saltriovenator, permettono di datare la formazione a circa metà del Sinemuriano. Il dinosauro, probabilmente, visse nella parte emersa della piattaforma carbonatica o in una zona a nord-ovest, la cui presenza non era mai stata stabilita. Quest'ultima possibilità è stata suggerita da Lualdi (1999), che ha analizzato la geologia locale basata sulla presenza di piante terrestri e i contenuti di terrígeno (sabbie da rocce ignee o metamorfiche esposte ad un'erosione sub-aerea) nei calcari. La flora sedimentaria conosciuta è essenzialmente rappresentata da foglie e piccoli rami di araucariace e bennettitales, la flora tipica dei primi del Mesozoico. Tuttavia, le piante e la sabbia (che si riferisce non sono molto abbondanti) possono essere state trasportati dalle correnti marine, secondo le più attuali mappe paleogeografiche, i terreni veramente continentali, durante il Giurassico, più vicini erano le odierne montagne della Sardegna e della Corsica.
La presenza di grandi dinosauri, carnivori ed erbivori in varie icnofacies del Giurassico inferiore (Hettangiano-Sinemuriano) in provincia di Trento, a circa 160 km ad est di Saltrio, permetterebbe di cambiare la visione tradizionale dei paleoambienti e della paleogeografia della regione, considerata un mare tropicale con delle piccole isole di tipo atollare. Le impronte e le tracce sono conservate in carbonati di marea depositati in una piattaforma carbonatica relativamente stretta, affiancata ad est e ad ovest da bacini marini relativamente profondi. Grandi teropodi come Saltriovenator non potevano vivere in un luogo ristretto come un atollo, ma avevano bisogno di grandi aree di terre emerse per fornire cibo e acqua fresca. E le loro prede erbivore necessitavano di un terreno con la vegetazione necessaria per il loro sostentamento. La presenza di vulcanodontidi, cetiosauri, sauropodi primitivi, heterodontosauridi e scelidosauri è già stata riportata dalla Formazione dei Calcari Grigi di Noriglio.
"È più probabile che le piattaforme peri-adriatiche abbiano funzionato da ponti continentali temporanei connessi con la Laurasia e il Gondwana nel centro di Tethis, permettendo la migrazione tra i due emisferi e la colonizzazione degli habitat costieri locali." "Durante le maree marine, alcune di queste terre sono rimaste isolate, implicando mutazioni genetiche per le faune terrestri del luogo, con conseguenze tipiche biologiche, come endemismi e possibile nanismo insulare".

## Nella cultura di massa
Una ricostruzione di Saltriovenator è presente al Parco della Preistoria di Rivolta d'Adda, e un'altra è presente anche a Milano all'interno dei Giardini Indro Montanelli di Porta Venezia, subito all'esterno del Museo di Storia Naturale di Milano.
La più recente ricostruzione è stata posizionata nel 2022 a Saltrio in un parco creato dall'associazione Amici del Monte Orsa, nei pressi della cava in cui nel 1996 furono recuperati i primi reperti.